# Regina Höfer
Regina Höfer (verheiratete Pippig; * 18. Oktober 1947 in Leipzig) ist eine ehemalige deutsche Sprinterin und Hürdenläuferin, die für die DDR startete.

## Leben
Bei den Europameisterschaften 1966 schied sie im Halbfinale des 80-Meter-Hürdenlaufs aus. Im Jahr darauf wurde sie bei den Europäischen Hallenspielen 1967 in Prag Fünfte über 50 Meter Hürden und gewann mit der DDR-Mannschaft Bronze in der 4-mal-150-Meter-Staffel.
Ihre größten Erfolge hatte sie, nachdem sie Ende 1968 zum SC DHfK Leipzig wechselte, mit ihrem Trainer Karl-Heinz Balzer. Sie trainierte in der Trainingsgruppe u. a. mit Karin Balzer und Christina Heinich.
Sie wurde mit der DDR-Mannschaft Europameisterin 1969 in Athen in der 4-mal-100-Meter-Staffel in 43,6 s (zusammen mit Bärbel Podeswa, Renate Meißner, Petra Vogt). Jeweils Sechste wurde sie bei diesen Europameisterschaften im 100-Meter-Lauf (11,8 s) und im 100-Meter-Hürdenlauf (13,9 s).
Sie startete auch bei den Europameisterschaften 1966 im 80-Meter-Hürdenlauf und schied dort im Halbfinale aus.
Regina Höfer ist 1,69 m groß und wog in ihrer aktiven Zeit 55 kg. Sie gehörte dem SC DHfK Leipzig an. 1970 wurde sie mit dem Vaterländischen Verdienstorden ausgezeichnet.

## Persönliche Bestzeiten
- 100 m: 11,4 s, 1. August 1969, Berlin
- 100 m Hürden: 13,3 s, 4. Oktober 1969, Cottbus